# Idotea aleutica
Idotea aleutica là một loài chân đều trong họ Idoteidae. Loài này được Gurjanova miêu tả khoa học năm 1933.